# Stéphane Boyer
Pour les articles homonymes, voir Boyer.
Stéphane Boyer est un homme politique québécois. Lors des élections municipales de 2021, il est élu maire de Laval, succédant à Marc Demers. Élu à l'âge de 33 ans, il devient le plus jeune maire dans l'histoire de la ville.

## Biographie
Stéphane Boyer est né et a grandi à Laval. Durant ses années d'étude, il voyage beaucoup, notamment en Nouvelle-Zélande pour y faire son secondaire 4, en Afrique du Sud pour y travailler comme répartiteur ambulancier (il publie d'ailleurs un récit de voyage sur cette expérience) et au Mexique pour y terminer ses études universitaires en science politique. En 2009, il marche du Rocher Percé au Mont Royal sur plus de 1000Km pour amasser des fonds et sensibiliser au sujet de l'autisme. 
Avant d'être élu maire, Stéphane Boyer a été élu conseiller municipal de Duvernay-Pont-Viau de 2013 à 2017, puis de 2017 à 2021 à titre de membre du comité exécutif et vice-président du comité exécutif.

## Positions politiques
Lors de sa première campagne électorale en 2013, il aide les citoyens de son district à se mobiliser contre un projet de tours à condos devant se construire en berge de la Rivière des Prairies. Le projet de 28 et 30 étages est jugé démesuré par plusieurs citoyens, d'autant plus que les immeubles doivent être construits sur l'un des rares terrains de Pont-Viau donnant accès à la rivière. En 2014, à la suite de l'élection du Mouvement lavallois, l'émission des permis de construction est suspendu le temps d'une enquête administrative. Le promoteur annulera alors son projet et poursuivra la municipalité pour 64 millions de dollars . Le litige se règlera en 2020 par une entente à l'amiable en cours de procès. Pour mettre fin à la poursuite, la ville donnera au promoteur un terrain au centre-ville, là où des constructions en hauteur sont jugées plus appropriées, et fera l'acquisition du terrain en berge pour la somme de 7 millions de dollars .
Lors de ses mandats à titre de conseiller municipal, il s'est beaucoup impliqué dans la vie et les enjeux de son quartier comme la revalorisation de l'entrée de ville de Pont-Viau. 
Lors de la campagne à la mairie en 2021, il promet notamment de réduire le salaire du maire de Laval, le deuxième plus élevé parmi les municipalités du Québec. Il s'engage avec la candidate à la mairie de Longueuil Catherine Fournier (femme politique, 1992) à tenir un sommet sur les enjeux de l'habitation et son abordabilité, et il s'engage à agrandir substantiellement le refuge faunique de la Rivière des Mille Îles. Des engagements qui seront tous respectés dès les premiers mois de son entrée en poste,. Il s'engage également à investir 100M$ durant son mandat afin de protéger les derniers milieux naturels de l'ile.
Stéphane Boyer a écrit le livre Un Monde de Différences et coécrit 11 brefs essais pour des villes résilientes et durables.
Le maire de Laval soutient qu’il est atteint, depuis 15 ans, d’une maladie inflammatoire auto-immune : la spondylarthrite ankylosante. Malgré cela, Stéphane Boyer annonce son intention de se représenter à la mairie en 2025.